# 샬레이걸
《샬레이걸》(영어: Chalet Girl)은 영국에서 제작된 필 트레일 감독의 2011년 로맨틱 코미디 스포츠 영화이다. 펄리시티 존스, 에드 웨스트윅 등이 출연하였고, 피파 크로스 등이 제작에 참여하였다.

## 출연진
- 펄리시티 존스
- 에드 웨스트윅
- 빌 나이
- 브룩 실즈
- 빌 베일리
- 탬신 에저턴
- 니컬러스 브론
- 소피아 부시
- 켄 두켄
- 태라 더키더스
- 아담 부스두코스
- 조지아 킹
- 제시카 하인스

## 기타 제작진
- 공동 제작: 알렉산더 오닐
- 라인 제작: 필리프 에벤캄프, 올리버 뤼어
- 배역: 댄 허버드
- 미술: 베네딕트 헤르포르트